# Maranatha Football Club
Il Maranatha Football Club è una società calcistica di Fiokpo in Togo.
Fondato nel 1997 il club milita nel Championnat National de Premiere Division, la massima divisione del campionato nazionale.

## Rosa
| N. |                  | Ruolo | Calciatore      |
| -- | ---------------- | ----- | --------------- |
| 1  | Togo (bandiera)  | P     | Nourou Kassim   |
| 2  | Ghana (bandiera) | A     | Léonard Adjima  |
| 3  | Togo (bandiera)  | C     | Daouda Alassani |
| 4  | Togo (bandiera)  | C     | Samiou Yesufu   |
| 7  | Togo (bandiera)  | D     | Ali Moustapha   |
| 8  | Togo (bandiera)  | D     | Ismail Aminou   |
| 10 | Togo (bandiera)  | C     | Komla Adim      |
| 11 | Togo (bandiera)  | D     | Vincent Bossou  |

| N. |                 | Ruolo | Calciatore     |
| -- | --------------- | ----- | -------------- |
| 13 | Togo (bandiera) | D     | Franck Kpati   |
| 14 | Togo (bandiera) | D     | Kodjo Ametepe  |
| 15 | Togo (bandiera) | A     | Ayi Assiongbon |
| 17 | Togo (bandiera) | C     | Albert Batsa   |
| 22 | Togo (bandiera) | C     | Olivier Kodjo  |
| 23 | Togo (bandiera) | C     | Dové Wome      |
| 30 | Togo (bandiera) | P     | Mawugbe Atsou  |

## Palmarès
- Campionato togolese di calcio: 2

2006, 2009
- Coppa del Togo: 1

2003